# 自由公園 (阿靈頓縣)
自由公園（英語：Freedom Park）是位於美國弗吉尼亞州阿靈頓縣的室外博物館，於1996年起設立，其目的是為了慶祝自由精神及努力保護。該公園由新聞博物館（Newseum）及新聞工作者紀念碑（Freedom Forum Journalists Memorial）合資興建，兩個機構同屬自由論壇（Freedom Forum）成員。
展品包括來自華沙猶太區（Warsaw Ghetto）的石塊、一樽1991年蘇聯解體時被斬首的列寧像、囚禁黑人民權領袖馬丁路德金牢房閘門的青銅鑄件，還有古巴難民乘坐船隻，及南非種族隔離時期投票箱的青銅鑄件。此外，公園還有柏林圍牆散件、民主女神仿製品等。
38°53′39″N 77°04′13″W / 38.8942°N 77.0703°W